# Un patio andaluz
Un patio andaluz o Pereza andaluza es una pintura del artista español Julio Romero de Torres pintada alrededor del año 1900.
La pintura muestra a la mujer del pintor, Francisca Pellicer López, sentada en una silla en el patio de su vivienda. Esta obra se enmarca dentro de la etapa luminista del pintor.
En 1938, durante la Guerra Civil Española, la Junta de Incautación y Protección del Patrimonio Artístico del gobierno republicano incautó la obra a la Agrupación Socialista Madrileña, tal como se indica en la etiqueta situada en el dorso del lienzo. Posteriormente, tras la guerra, pasó a manos del Servicio de Defensa del Patrimonio Artístico Nacional quien lo depositó en el Museo de Bellas Artes de Córdoba, donde se conserva actualmente como parte de su colección estable.
Entre el 27 de abril y el 8 de septiembre de 2013 estuvo expuesta temporalmente en el Museo Carmen Thyssen Málaga en el marco de la exposición «Julio Romero de Torres. Entre el mito y la tradición».